# Eutheriodon vandenheeveri
Eutheriodon vandenheeveri és una espècie extinta de sinàpsid de la família dels escilacosàurids que visqué en allò que avui en dia és l'Àfrica meridional durant el Permià mitjà. Se n'han trobat restes fòssils a la formació d'Abrahamskraal (Sud-àfrica). Es tracta de l'única espècie del gènere Eutheriodon. Era un escilacosàurid de mida mitjana i dotat d'un musell proporcionalment llarg i estret. El nom genèric Eutheriodon significa ‘dent de bèstia vertadera’, mentre que el nom específic vandenheeveri li fou assignat en honor del paleontòleg sud-africà Juri van den Heever.